# بياتريكس هويت
بياتريكس هويت (بالإنجليزية: Beatrix Hoyt)‏ هي لاعبة غولف أمريكية، ولدت في 5 يوليو 1880، وتوفيت في 14 أغسطس 1963.